# Преципітація (хімія)

Схема, що показує різницю між розчином, суспензією, осадом і надосадною рідиною

Преципітація, в хімії — утворення осаду або преципітату, твердої речовини в розчині протягом хімічної реакції. Це може відбуватися, коли в реакції формується нерозчинна речовина, осад, або коли розчин перенасичений певною речовиною. Преципітація — ознака хімічної зміни в розчині. 
У більшості ситуацій, тверда речовина «опадає» з фази розчину, і осідає внизу посудини, в якій проходить реакція (хоча преципітат може плавати, якщо він має меншу густину, ніж розчинник, або формувати суспензію).